# Xi Ursae Majoris
Xi Ursae Majoris (ξ Ursae Majoris, kurz ξ UMa) ist ein Mehrfachsternsystem mit mindestens vier Komponenten im Sternbild Großer Bär in einer Entfernung von 27 Lichtjahren.

## Eigennamen
Der Stern trägt den offiziellen Eigennamen Alula Australis. Der Name Alula stammt von arab. (al-Qafzah) al-Ūlā, „erster (Sprung der Gazelle)“) bekannt. Australis bedeutet „südlich“. In der historischen chinesischen Astronomie wurde ξ UMa zusammen mit ν Ursae Majoris als Hea Tae (下台) bezeichnet.
Die IAU hat am 20. Juli 2016 den historischen Eigennamen Alula Australis als standardisierten Eigennamen festgelegt. Dabei wird der Name der Bezeichnung HR 4375 aus dem Bright-Star-Katalog zugeordnet, welche nur die visuell hellste Komponente A bezeichnet.

## Zusammensetzung
Das System besteht aus zwei visuellen Komponenten, wobei die hellere, ξ Ursae Majoris A, eine scheinbare Helligkeit von 4,3 mag hat, die dunklere, ξ Ursae Majoris B, eine Helligkeit von 4,7 mag. Beide Komponenten sind selbst wieder spektroskopische Doppelsysteme, die sich gegenseitig in knapp 60 Jahren umrunden. Die Hauptkomponenten, ξ Ursae Majoris Aa und ξ Ursae Majoris Ba, sind zwei fast identische Hauptreihensterne der Spektralklasse G0, weisen jedoch unterschiedliche Rotationsperioden auf. Der Begleiter von Aa, ξ Ursae Majoris Ab weist eine Umlaufzeit von rund 2 Jahren auf. Der Begleiter von Ba, ξ Ursae Majoris Bb (auch: HD 98230 B), ist ein massearmer Stern oder möglicherweise auch ein Brauner Zwerg, der eventuell bereits 1931 von Louis Berman beobachtet worden war. Es wurde eine Mindestmasse von 37 Jupitermassen und eine große Halbachse von 0,06 Astronomischen Einheiten bestimmt. Aufgrund der kurzen Umlaufdauer von knapp 4 Tagen wurde vorgeschlagen, dass das B-System eine gebundene Rotation aufweist. Die Entdeckung einer möglichen fünften Komponente (als ξ Ursae Majoris Bc bezeichnet) mittels Speckle-Interferometrie wurde 1995 von Mason et al. veröffentlicht.

## Geschichte und wissenschaftliche Bedeutung
Dem System kommt eine gewisse Rolle in der Geschichte der Erforschung von Doppelsternen zu. Der Stern wurde 1803 von William Herschel als Doppelstern erkannt. Die gegenseitige Position der beiden Komponenten wurde erstmals 1837 von Struve gemessen. Mit Hilfe der in der Folge gewonnenen Messdaten konnte zum ersten Mal überhaupt ein Orbit für einen Doppelstern berechnet werden.

## Beobachtung
Zur Trennung der Komponenten in Einzelsterne ist ein Teleskop von mindestens 10 Zentimeter Objektivöffnung nötig.
Tabellarische Aufstellung der Winkelabstände und der Positionswinkel der Hauptkomponenten:
| Jahr | Winkelabstand | Positionswinkel |
| ---- | ------------- | --------------- |
| 1992 | 0",9          | 25°             |
| 1994 | 0",9          | 335°            |
| 1996 | 1",3          | 304°            |
| 1998 | 1",6          | 286°            |
| 2000 | 1",8          | 273°            |
| 2005 | 1",7          | 243°            |
| 2010 | 1",6          | 208°            |